# Phobosz (mitológia)
Phobosz (ógörögül: Φόβος) Arész hadisten és Aphrodité fia, testvére Deimosz. A csatákban az iszonyat megtestesítője. Római megfelelője Timor.
A csatákba apjával és annak kísérőivel, a Félelemmel és a Pánikkal ment együtt. Plutarkhosz szerint Nagy Sándor találkozott vele a Gaugamélai csata estéjén. Nagy Sándor akkor a perzsák ellen harcolt, és meg is nyerte a csatát. A perzsa uralkodó, III. Dareiosz elmenekült a csatából, a perzsa sereget pedig Nagy Sándor szétverte. Állítólag azért győzött, mert találkozott Phobosszal, és mint a hazája istenét rávette, hogy rémítse meg Dareioszt.
Rendszerint egy oroszlánfejjel ábrázolják.
Phobosz nevéből származik a „fóbia” szó, amely beteges félelmet, iszonyt jelent.